# غارث غيرهارت
غارث غيرهارت (بالإنجليزية: Garth Gerhart)‏ هو لاعب كرة قدم أمريكية أمريكي، ولد في 21 أكتوبر 1988 في كورونا في الولايات المتحدة.

## وصلات خارجية
- غارث غيرهارت على موقع مرجع كرة القدم المحترفة.كوم (الإنجليزية)